# Max Linder
Max Linder (eg. namn Gabriel-Maximilien Leuvielle), född 16 december 1883, död 31 oktober 1925, var en fransk stumfilmskådespelare, och beskrivs som filmhistoriens första stjärnskådespelare.[källa behövs]

## Biografi
Linder startade sin karriär 1905 hos filmbolaget Pathé Frères. Inom några få år fick han stjärnstatus som "Max", en charmig gentleman. "Max" uppträdde i hundratals kortkomedier mellan 1907 och 1914. Linders filmer visades över hela världen och han blev både rik och berömd. 1913 åkte han på turné över Europa och mottog massornas hyllningar. Ingen filmskådespelare hade tidigare haft en så stor popularitet.[källa behövs]
1915 fick emellertid populariteten ett snabbt slut. Frankrike drogs in i första världskriget och Linder hamnade vid fronten som soldat, men blev allvarligt skadad under en gasattack och sändes hem efter ett halvår. Efter detta blev Linder aldrig den samme igen, varken fysiskt eller mentalt. Han gjorde dock några av sina bästa filmer efter kriget, till exempel Max och Max Bättre (1921).
Max Linder begick självmord 1925 tillsammans med sin hustru. Anledningen är inte fastställd, men traumat från första världskriget har angetts som förklaring.[källa behövs] Hans dotter Maud har gjort två dokumentärer om honom.

## Som skådespelare
Max Linder var världens första internationella filmstjärna, lika känd i Berlin som Paris, i Tokyo som i New York.[källa behövs] Trots de ibland halsbrytande situationer hans rollkaraktärer trasslade in sig i, förlorade han aldrig stilen – utan var alltid den samme, med cylinderhatt, smoking, vältrimmad mustasch och vita handskar. Han har beskrivits som den första i filmhistorien som använde sig av psykologisk trovärdighet, framför allt inom komedin.[källa behövs] Hans roll var ofta som den typiska kvinnocharmören i början av 1900-talets Frankrike.
Max Linder är i dag nästan bortglömd, men han spelade en mycket stor roll för filmkomediens tidiga historia. Charlie Chaplin kallade honom sin lärare,[källa behövs] och även Buster Keaton och Harold Lloyd har inspirerats av honom.